# 이민자 (2011년 영화)
《이민자》(영어: A Better Life)는 2011년 공개된 미국의 영화이다. 로저 L. 사이먼의 극본 The Gardener를 바탕으로 에릭 이슨이 각색하고, 크리스 와이츠가 연출했다.

## 출연

### 주연
- 데미안 비쉬어
- 호세 줄리안

### 조연
- 낸시 레네헌
- 조아킨 코시오
- 로랜도 몰리나
- 팀 그리핀
- 올리비아 프레슬리
- 톰 샨리
- 메리 스캔론
- 에이브러햄 체이데즈
- 리코 데버로스
- 카를로스 리너레스
- 에디 마르티네즈
- 첼시 렌든
- 에이브러햄 루비오
- 아메리커스 애비사미스
- 셀리아 알렉산드라 비소르
- 에릭 샤켈포드

## 기타
- 라인프로듀서: 로라 그린리
- 조감독: 카를로스 드 라 토르레
- 조감독: 마리사 퍼리
- 조감독: 리카도 멘데즈 마타
- 미술: 미시 스튜어트
- 의상: 일레인 몬탤보
- 분장부문: 글로리아 파스쿼 캐스니
- 분장부문: 요코 노부시
- 배역: 칼라 훌
- 배역: 조세프 미들톤